# Diego Martínez de Leija
Diego Alberto Martínez de Leija (ur. 2000) – meksykański zapaśnik walczący w stylu klasycznym. Zajął dziewiętnaste miejsce na mistrzostwach świata w 2021. Wicemistrz panamerykański z 2020 i trzeci w 2021. Srebrny medalista mistrzostw panamerykańskich juniorów w 2019, mistrz kadetów w 2017 roku.